# Urbiztondo
Urbiztondo ist eine Stadtgemeinde in der philippinischen Provinz Pangasinan. 
Urbiztondo ist in insgesamt 21 Barangays aufgeteilt:
| - Angatel - Balangay - Batangcaoa - Baug - Bayaoas - Bituag - Camambugan - Dalangiring - Duplac - Galarin - Gueteb | - Malaca - Malayo - Malibong - Pasibi East - Pasibi West - Pisuac - Poblacion - Real - Salavante - Sawat |